# Amtsgericht Triebes
Das Amtsgericht Triebes war ein von 1934 bis 1949 bestehendes thüringisches Gericht der ordentlichen Gerichtsbarkeit mit Sitz in Triebes.
Das Amtsgericht Triebes wurde am 1. Oktober 1934 aus den bis dato zum Amtsgericht Greiz zählenden Ortschaften Hain, Hainsberg, Kauern, Langenwetzendorf und Lunzig sowie den bis dahin zum Amtsgericht Zeulenroda gehörenden Orten Brückla, Dörtendorf, Göhren-Döhlen, Göttendorf (mit Neuärgerniß), Hohenleuben, Mehla, Niederböhmersdorf, Staitz, Triebes und Weißendorf gebildet. Übergeordnete Instanz war das Landgericht Gera. Am 1. Oktober 1949 erfolgte bereits die Aufhebung des Amtsgerichtes Triebes, wobei Hain, Hainsberg, Langenwetzendorf und Lunzig erneut dem Amtsgericht Greiz zugewiesen wurden, während die übrigen Gemeinden zum Amtsgericht Zeulenroda kamen.